# 莫莫
莫莫（義大利語：Momo），是意大利诺瓦拉省的一个市镇。总面积23平方公里，人口2676人，人口密度116.3人/平方公里（2009年）。ISTAT代码为003100。